# Veronica TV
Veronica TV é um canal comercial da Holanda, conhecido por ter exibido a 1ª edição do reality show Big Brother no mundo.